# Cestrum undulatum
Cestrum undulatum là loài thực vật có hoa trong họ Cà. Loài này được Ruiz & Pav. mô tả khoa học đầu tiên năm 1799.